# Богатырское
Богатырское (фин. Koverilanjärvi) — озеро на территории Севастьяновского сельского поселения Приозерского района Ленинградской области.

## Общие сведения
Площадь озера — 1,2 км². Располагается на высоте 9,8 метров над уровнем моря.
Форма озера лопастная, продолговатая: вытянуто с северо-запада на юго-восток. Берега изрезанные, каменисто-песчаные, местами скалистые.
В озеро впадает река Бегуновка, а вытекает река Проточная, которая, в свою очередь, втекает в Рыбацкий пролив озера Вуоксы.
По центру озера расположен крупный остров Лисий (фин. Reposaari).
У северо-западной оконечности озеро огибает дорога местного значения 41К-153 («Саперное — Мельниково — Кузнечное»), на которой располагается посёлок Богатыри.
Название озера переводится с финского языка как «вогнутое озеро».
Код объекта в государственном водном реестре — 01040300211102000012769.